# فيلهلم ستاش
فيلهلم ستاش (بالألمانية: Wilhelm Stasch)‏ (12 مارس 1911 – أغسطس 1989) هو ملاكم ألماني راحل، مثّل بلاده في الألعاب الأولمبية الصيفية 1936.

## روابط خارجية
فيلهلم ستاش على موقع أوليمبيديا (الإنجليزية)